# Mellansjön (Haverö socken, Medelpad)
Mellansjön är en sjö i Ånge kommun i Medelpad och ingår i Ljungans huvudavrinningsområde. Sjön är 16 meter djup, har en yta på 5,61 kvadratkilometer och befinner sig 260,2 meter över havet. Sjön avvattnas av vattendraget Ljungan.

## Delavrinningsområde
Mellansjön ingår i det delavrinningsområde (692471-145689) som SMHI kallar för Utloppet av Mellansjön. Medelhöjden är 272 meter över havet och ytan är 15,86 kvadratkilometer. Räknas de 427 avrinningsområdena uppströms in blir den ackumulerade arean 4 151,22 kvadratkilometer. Avrinningsområdets utflöde Ljungan mynnar i havet. Avrinningsområdet består mestadels av skog (52 procent). Avrinningsområdet har 5,58 kvadratkilometer vattenytor vilket ger det en sjöprocent på 35,2 procent.